# Gravellina
Gravellina es un género de foraminífero bentónico de la subfamilia Globotextulariinae, de la familia Globotextulariidae, de la superfamilia Ataxophragmioidea, del suborden Ataxophragmiina y del orden Loftusiida. Su especie tipo es Gravellina narivaensis. Su rango cronoestratigráfico abarca desde el Eoceno hasta el Mioceno.

## Discusión
Clasificaciones previas incluían Gravellina en el suborden Textulariina del orden Textulariida o en el orden Lituolida.

## Clasificación
Gravellina incluye a las siguientes especies:
- Gravellina dawsoni †
- Gravellina indistincta †
- Gravellina narivaensis †